# Hordeum capense
Hordeum capense är en gräsart som beskrevs av Carl Peter Thunberg. Hordeum capense ingår i släktet kornsläktet, och familjen gräs. Inga underarter finns listade i Catalogue of Life.